# Fragment van een huiskamer
Fragment van een huiskamer (officieel met toevoeging: verkleind naar 88 %) is een artistiek kunstwerk in Amsterdam-Oost.
Het is een beeld uit 2001 van Mark Manders, die toen bezig was met een serie beelden onder de noemer Zelfportret als gebouw. Manders lijkt hier twee personen afgebeeld te hebben, maar het één persoon op twee verschillende tijdstippen, te vergelijken met stills in een film, tussenpoos ongeveer 1 seconde. Zelf noemde hij het veranderende stilstand. De personen zonder geslachtskenmerken, doen denken aan kouroi. Hetzelfde tijdsverschil geldt overigens voor de emmer(s) die voor de "groep" staat. Manders paste de grootte aan vanwege de keermuur die achterlangs het beeld is geplaatst; het gaat daarbij om een afbeelding van 88 %. Volgens Buitenkunst Amsterdam heeft die verkleining een vervreemdend effect; de kunstenaar meldt dat die verkleining niet zozeer zichtbaar is, maar wel aanvoelbaar. Manders hanteerde die 88% verbeelding al sinds 1993; hij noemt het “reduced”. Het beeld met emmer, stoel en werktafel staat in een strook grijsblauwe klinkers die tussen de straat van het P.E. Tegelbergplein en het IJ ligt. De persoon/personen kijken uit over dat water. De werktafel is een terugkerend onderdeel in de serie. Het was de bedoeling van de kunstenaar een verbinding te leggen tussen bebouwing en water. De stoel is voor diegene die met de beelden over de waterplas wil staren. 
In 2002 konden bezoekers van Documenta 11 in Kassel ervaren hoe die 88 % vervreemdend werkt. Een andere kunstzinnige huiskamer in Amsterdam is te vinden op het Stadionplein; het is 11 Rue Crubellier van Matthew Darbyshire.

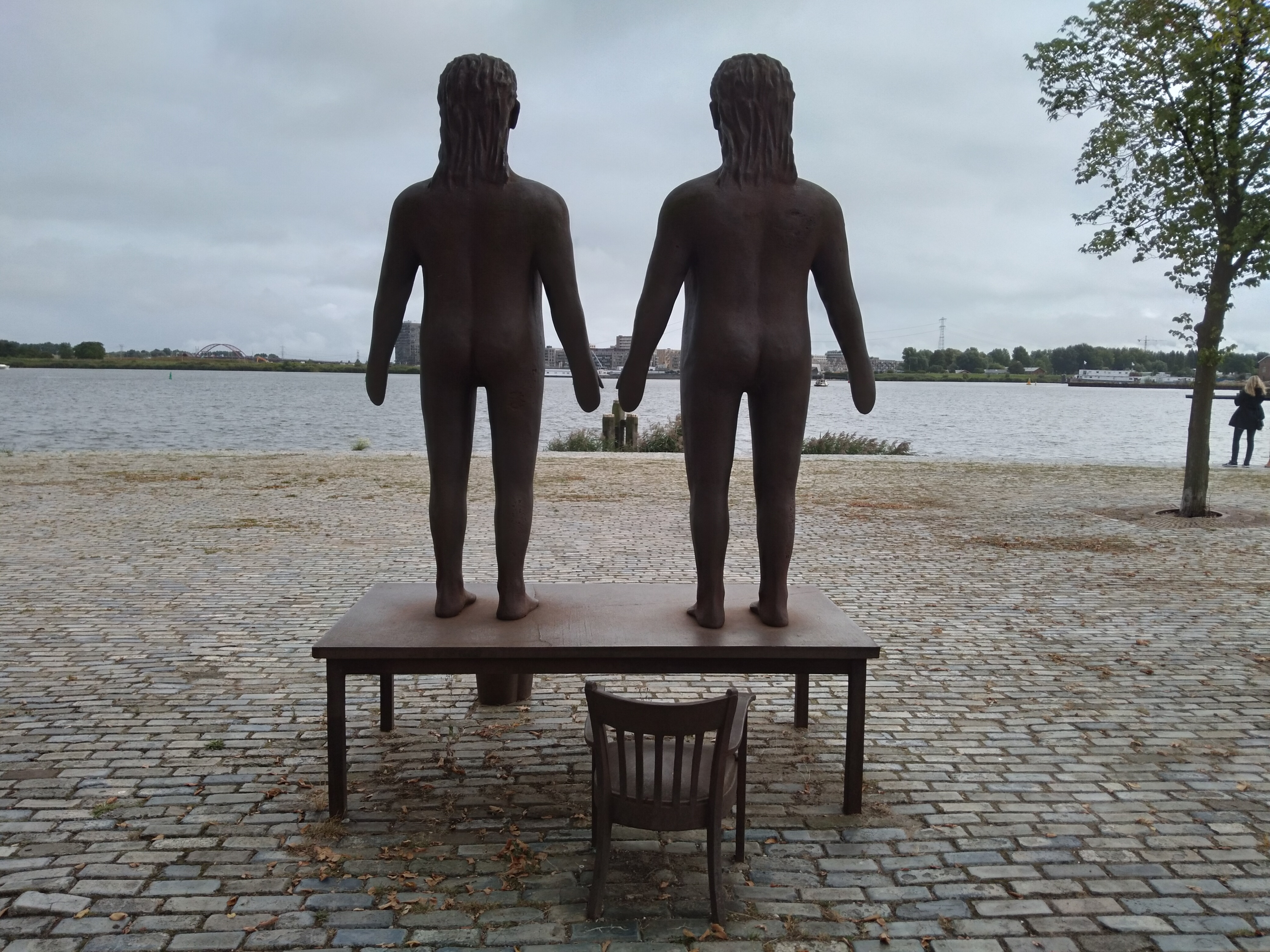
Uitzicht van de persoon/personen (september 2021)